# Cycloxanthops sexdecimdentatus
Cycloxanthops sexdecimdentatus is een krabbensoort uit de familie van de Xanthidae. De wetenschappelijke naam van de soort is voor het eerst geldig gepubliceerd in 1843 door H. Milne Edwards & Lucas.